# Ida Auken

Ida Auken

Ida Auken (* 22. April 1978 in Valby) ist eine dänische Theologin und Politikerin.
Sie war vom 3. Oktober 2011 bis zum 3. Februar 2014 Umweltministerin in der Regierung von Ministerpräsidentin Helle Thorning-Schmidt. Am 31. Januar 2014 verließ sie die Sozialistische Volkspartei und wechselte zur linksliberalen Partei Det Radikale Venstre. 2021 schloss sie sich den dänischen Sozialdemokraten an.

## Leben
Die Tochter der SF-Europaparlamentarierin Margrete Auken und des Literaturwissenschaftlers Erik A. Nielsen wuchs in einem westlichen Vorort von Kopenhagen auf. Einen Teil ihrer Schulausbildung absolvierte sie an einer Middle School in den Vereinigten Staaten. Nach ihrem Abitur hielt sie sich 1998 im Rahmen eines freiwilligen Jahres in Mittelamerika, überwiegend in Nicaragua, auf. Anschließend begann sie an der Universität Kopenhagen ein Studium der Theologie, das sie 2006 abschloss. Zwei Auslandssemester verbrachte sie in Berlin.
Als Theologin interessierte sich Ida Auken von Beginn an vor allem für das Spannungsfeld von Religion und Politik. Im Herbst 2006 leitete sie an der Universität Kopenhagen ein Seminar zum Thema Moderne Identität zwischen Religion und Politik. An der Volksuniversität Kopenhagen, einer Institution der Erwachsenenbildung, lehrte sie ebenfalls unter anderem politische Theologie. Zwischen 2005 und 2007 arbeitete sie als Lektorin in dem kleinen Verlag ALFA, der theologische Literatur herausgibt. Sie publizierte selbst mehrere Bücher zu theologischen Themen. Außerdem absolvierte sie als examinierte Theologin ein Praktikum als Krankenhaus- und als Gefängnispfarrerin.
Im Alter von 25 Jahren trat sie 2003 der Socialistisk Folkeparti bei. Schon zwei Jahre später kandidierte sie für die Folketingswahl 2005 im Wahlkreis Esbjergkreds, ohne jedoch gewählt zu werden. Zur Wahl 2007 trat sie in ihrem Heimatort Valby an und zog als Wahlgewinnerin in das Folketing, das dänische Parlament, ein. Dort war sie umweltpolitische Sprecherin ihrer Partei und gehörte außerdem dem energiepolitischen Ausschuss sowie dem Kulturausschuss des Parlaments an. Ab dem 3. Oktober 2011 leitete sie das dänische Umweltministerium. Nachdem ihre Partei aus der Regierung ausgetreten war, trat sie zum verbleibenden kleinen Koalitionspartner, den Linksliberalen, über. Am 3. Februar 2014 schied Ida Auken aus dem Amt des Umweltministers. Zur Nachfolgerin wurde Kirsten Brosbøl ernannt.
Ida Auken ist mit dem Lehrer Bent Meier Sørensen verheiratet und Mutter eines Sohnes (* 2011). Sie ist eine Nichte des dänischen Politikers Svend Auken.

## Publikationen
- Livet efter døden i de store verdensreligioner (2006)
- Jesus går til filmen - Jesusfiguren i moderne film (2007)
- Konstellationer - kirkerne og det europæiske projekt (2007)
- Welcome to 2030. I own nothing, have no privacy, and life has never been better - World Economic Forum (2020)